# Duché de Saxe-Altenbourg
1603–1672
1826–1918
Entités précédentes :
- Duché de Saxe-Weimar

Entités suivantes :
- État libre de Saxe-Altenbourg

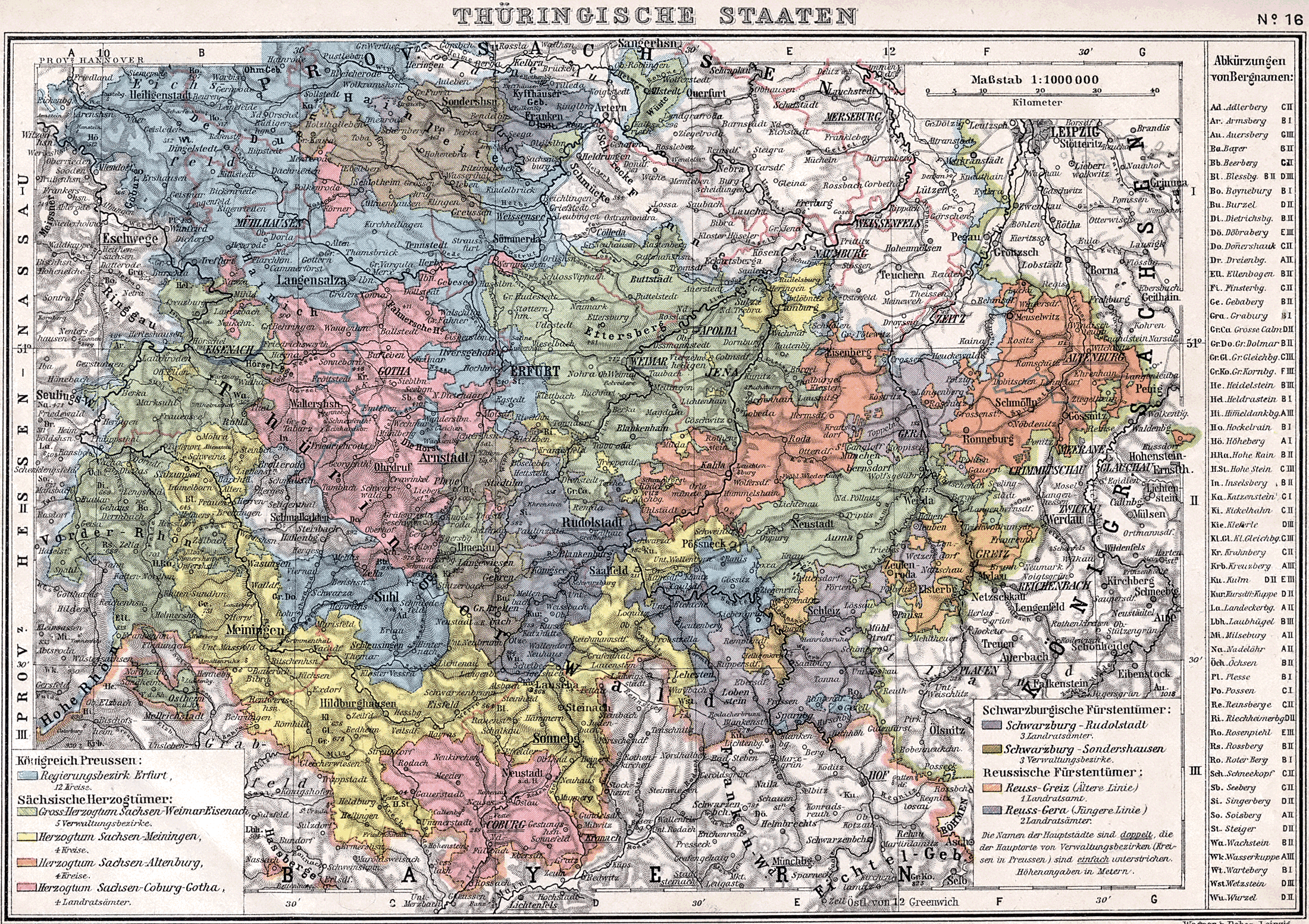
Le duché de Saxe-Altenbourg (en orange) en 1905.

Le duché de Saxe-Altenbourg est un ancien État d'Allemagne centrale qui a connu deux existences : la première au XVIIe siècle et la seconde au XIXe siècle. Il était dirigé par la branche ernestine de la maison de Wettin.

## Histoire

### Première période: 1603-1672
Le duc Frédéric-Guillaume Ier de Saxe-Weimar meurt en 1602 et laisse quatre fils en bas âge : Jean-Philippe (né en 1597), Frédéric (né en 1599), Jean-Guillaume (né en 1600) et Frédéric-Guillaume (né posthume en 1603). Le frère du duc, Jean II lui succède à la tête du duché de Saxe-Weimar, et en compensation, les fils de Frédéric-Guillaume Ier reçoivent un nouveau duché, celui de Saxe-Altenbourg.
Les quatre frères règnent conjointement sur la Saxe-Altenbourg, d'abord sous la régence de l'électeur Christian II de Saxe, puis de son frère Jean-Georges. En 1618, Jean-Philippe est déclaré majeur et devient le véritable souverain du duché. À sa mort, son seul frère survivant, Frédéric-Guillaume, lui succède.
La lignée de Saxe-Altenbourg s'éteint en 1672 avec le troisième duc, Frédéric-Guillaume III, mort de la variole à 14 ans. Le duché revient alors au duc Ernest Ier le Pieux de Saxe-Gotha, qui a épousé en 1636 l'héritière de la lignée, Élisabeth-Sophie, la fille unique de Jean-Philippe. Jusqu'en 1825, Saxe-Gotha et Saxe-Altenbourg sont unies au sein du duché de Saxe-Gotha-Altenbourg.

### Seconde période: 1825-1918
Le duc de Saxe-Gotha-Altenbourg Frédéric IV meurt sans descendance en 1825, et les autres ducs saxons procèdent à une réorganisation de leurs biens. Le duc de Saxe-Hildburghausen abandonne ses états à Bernard II de Saxe-Meiningen pour devenir le premier duc d'un duché de Saxe-Altenbourg refondé pour l'occasion.
Le duché de Saxe-Altenbourg forme dès lors un des États de la Confédération germanique, et reçoit une constitution en 1831. Les ducs comptent parmi les alliés les plus fidèles de la Prusse dès 1862. 
Le 9 novembre 1918, l'abdication d'Ernest II met un terme à l'existence du duché, érigé en État libre de Saxe-Altenbourg. Cet État fédéré au Reich est incorporé en 1920 au land de Thuringe.

## Géographie

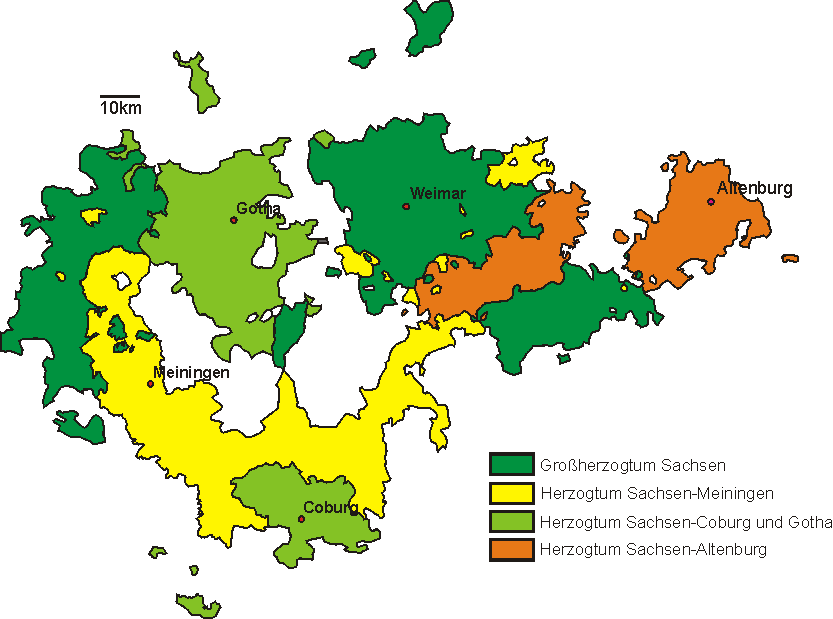
Carte des duchés ernestins en 1825 ; la Saxe-Altenbourg est en orange.

Le duché de Saxe-Altenbourg se compose de trois territoires non contigus : 
- Ostkreis chef-lieu Altenbourg, villes de Schmölln, Gößnitz, Lucka, Meuselwitz, Ronneburg, exclaves de Mumsdorf, Roschütz, Hilbersdorf, Neukirchen, Rußdorf.
- Westkreis chef-lieu Eisenberg, villes de Kahla, Orlamünde, Stadtroda et exclave d'Ammelstädt
- Camburg (jusqu'en 1826)

Après 1825, il se compose de deux parties séparées par la principauté de Reuss branche aînée, et qui ont pour voisins :
- dans la partie orientale : la Saxe prussienne au nord-ouest, la Saxe-Weimar-Eisenach au sud-ouest, partout ailleurs le royaume de Saxe,
- dans la partie occidentale : la Saxe prussienne au nord-est, la Saxe-Weimar-Eisenach au nord, la Principauté de Schwarzbourg-Rudolstadt à l'ouest et la Saxe-Meiningen au sud.

## Liste des ducs de Saxe-Altenbourg

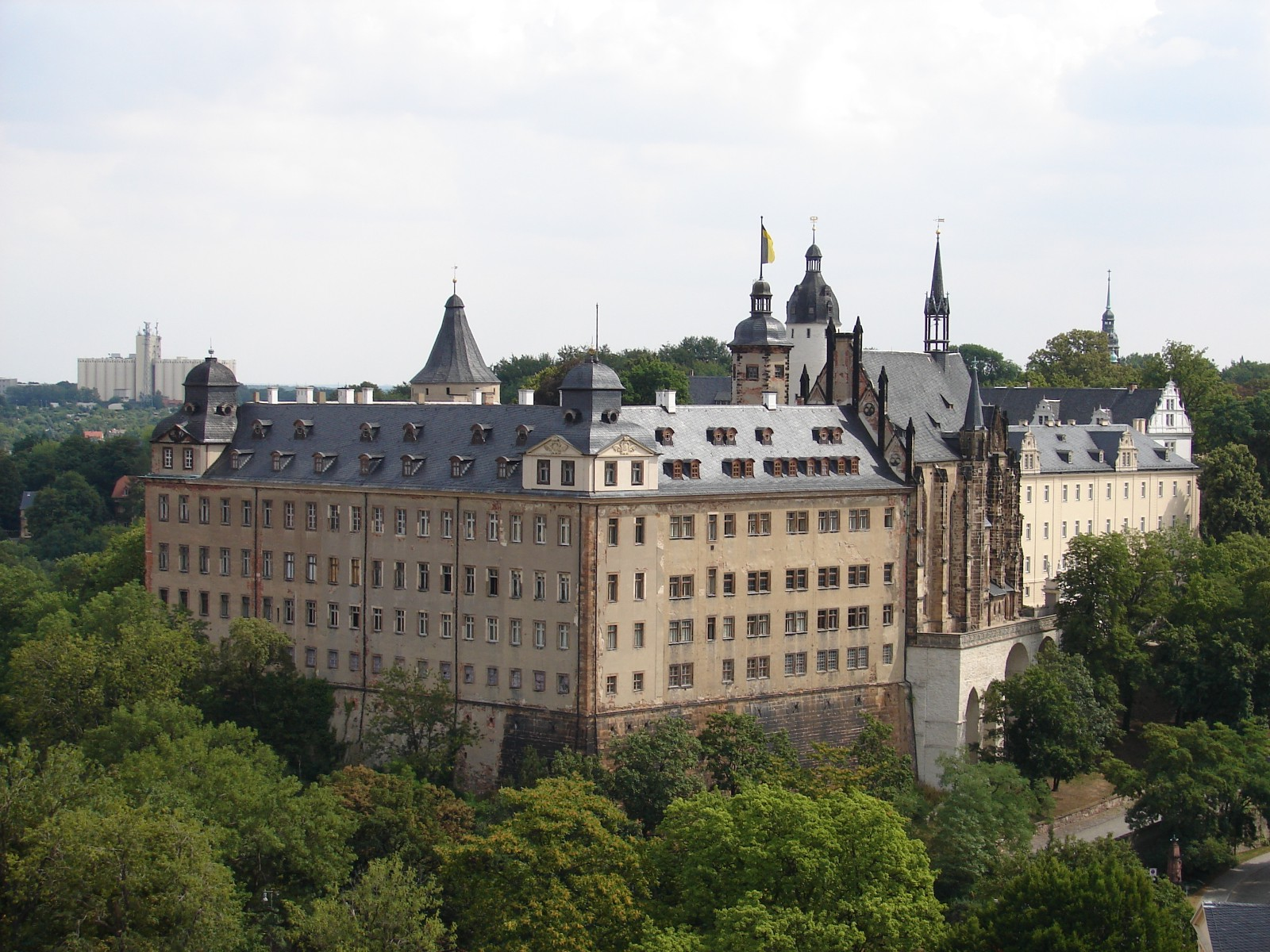
Le château d'Altenbourg.

### Première maison de Saxe-Altenbourg
- 1602-1639 : Jean-Philippe Ier
- 1639-1669 : Frédéric-Guillaume II, frère du précédent
- 1669-1672 : Frédéric-Guillaume III, fils du précédent

### Deuxième maison de Saxe-Altenbourg
- 1826-1834 : Frédéric, ancien duc de Saxe-Hildburghausen
- 1834-1848 : Joseph, fils du précédent
- 1848-1853 : Georges, frère du précédent
- 1853-1908 : Ernest Ier, fils du précédent
- 1908-1918 : Ernest II, neveu du précédent

### Chefs de la lignée de Saxe-Altenbourg après 1918
- 1918-1955 : Ernest II
- 1955-1991 : Georges-Maurice, fils du précédent

La lignée de Saxe-Altenbourg est éteinte en 1991. 